# Майдан (Краматорський район)
Майда́н — село Черкаської селищної громади Краматорського району Донецької області, Україна. Населення становить 1019 осіб.

## Географія
Село Майдан розташоване на правому березі річки Сухий Торець. На протилежному березі розташоване с. Привілля та залізнична станція Бантишеве (4,5 км). Нижче за течією (6 км) с. Прилісне, центр Прелесненської сільської ради. Через село проходить аввтодорога Слов'янськ — Барвінкове — Лозова — вздовж автодороги, що проходить через Майдан відсутнє освітлення, багато небезпечних ділянок — розвилки і мости. Відстань до районного центру м. Слов'янськ по автодорозі — 29 км.

## Населення

### Мова
Розподіл населення за рідною мовою за даними перепису 2001 року:
| Мова       | Кількість | Відсоток |
| ---------- | --------- | -------- |
| українська | 947       | 92.93%   |
| російська  | 71        | 6.97%    |
| білоруська | 1         | 0.10%    |
| Усього     | 1019      | 100%     |

## Економіка
Молочнотоварна і свинотоварна ферми. Філія «Колос» агрофірми «КЗТС-Машинінг». Значна кількість місцевого населення працює на машинобудівних заводах Краматорська (45 км) та Слов'янська. З 2008 р. на станції Бантишеве с. Привілля (5.5 км) реконструйований ХПП і маслоробний цех, відкрито цех з виробництва рафінуваної олії і майонезу, створено філію підприємства «Меридіан», яка надала робочі місця значній кількості працездатного населення.

## Історія та культура
Село засноване орієнтовно в 1870 році. В 1966 році в два суміжних села Петрівка і Майдан були об'єднані в одне — Майдан. Колишні назви — Майдан, Петрівка, Майданівка.

## Об'єкти соціальної сфери
Будинок культури, дитячий садок.

## Пам'ятки
- Пам'ятник воїнам, загиблим у німецько-радянську війну.
- Бантишівський бір (район станції Бантишеве). Ліс, насаджений паном Бантишом на безплідних посушливих піщаних ґрунтах. Біля лісу встановлено пам'ятний знак про закладення бору.
- Музей народного побуту: експонати просто неба «селянська хата» (сільський будинок) і «млин» (млин) — на в'їзді в село Прилісне з боку села Майдан.

## Транспорт і зв'язок
Найближча залізнична станція — Бантишеве, на станції зупиняються електропоїзди напрямком Слов'янськ — Лозова. Найближча вузлова станція — Слов'янськ. Є автобусне сполучення з районним центром м. Слов'янськ та містом Барвінкове.
Поштове відділення і телеграф розташовані в с. Прилісне за адресою вул. Гагаріна, 1а.

## Відомі особистості
В поселенні народився:
- Мироненко Петро Володимирович (* 1951) — український політолог.